# Zoco chico
Petit Socco, también conocido como el "Souq Dakhli" o Zoco Chico en español, es una plaza y sus calles circundantes en Medina de Tánger, Marruecos. Las palabras son una combinación de la palabra francesa petit, que significa 'pequeño', y la palabra española zoco (a menudo deletreada como socco en el norte de Marruecos), que significa zoco, bazar (persa) o mercado. La plaza fue una vez conocida por las drogas y la prostitución.